# Claire Mallejac
Claire Mallejac, née le 8 juillet 1967, est une femme politique française.

## Biographie
Née le 8 juillet 1967, elle est mère de trois enfants,.
Membre du Parti socialiste, elle se présente sans succès aux élections municipales de 2008 à Plougastel-Daoulas, en étant à la tête d'une liste de gauche. En 2014, elle est de nouveau candidate aux municipales à Plougastel-Daoulas. Dominique Cap est une nouvelle fois réélu.
De 2004 à 2009, à la mairie de Brest, elle prend la tête du budget des espaces verts, puis dirige la gestion de Brest métropole. En 2016, elle prend la tête de la rédaction de Saint-Marc.
En 2012, elle est la suppléante de Richard Ferrand pour les élections législatives dans la sixième circonscription du Finistère. Le 18 juin 2017, à la suite de la nomination de Richard Ferrand dans le gouvernement Édouard Philippe, elle devient députée. Elle le reste deux jours, la législature prenant fin. Lors des élections législatives qui ont lieu dans le même temps, Richard Ferrand ne la choisit pas à nouveau comme suppléante.